# 關鍵安全參數
關鍵安全參數（英語：Critical security parameter，縮寫：CSP）是密碼學上的名詞，指由使用者或系統定義，用在加密模組上的重要資訊。關鍵安全參數可能是用來處理加密功能的（例如金鑰），也有可能是身份验证資料（例如密碼），若公開或修改關鍵安全參數，可能會破壞加密模組的安全性，或是破壞模組所保護資料的安全性。

## 範例
以下為關鍵安全參數的例子：

### 加密金鑰
加密金鑰在密碼學中用來加密、解密資料。金鑰看似隨機，其實是以有邏輯的方式演算，因此擁有正確的金鑰才能解密被加密的資料。只要金鑰夠複雜，第三方就不太可能暴力破解密碼。對稱式加密中，同一個金鑰用於加密和解密資料，加密者和解密者得共用同一個金鑰。因為只有一個金鑰，對稱式加密速度更快、計算效率高。然而，用這種加密方式的話，分發和管理密鑰有安全風險，得保證金鑰不被未經授權的人員獲取；非對稱加密有兩個密鑰：公開金鑰和私密金鑰。公開金鑰是公開的，任何人都能用來加密資料，只有對應的私密金鑰才能解密。私密金鑰必須保密，只能由資料的所有者持有。非對稱加密的安全性更強，即使公開金鑰被他人獲取，也無法推算出私密金鑰。

### 數位憑證
數位憑證用於建立實體（個人、組織或系統等）的信任，驗證其真實性，例如公開金鑰、數位簽章和身份資訊等關鍵安全參數。數位憑證是許多網路傳輸協定的關鍵，例如，在SSL/TLS通訊協定中，數位憑證建立加密連線、驗證伺服器的真實性。數位憑證也可用於簽署和驗證電子郵件訊息，以確認寄件人身份。此外，數位憑證也可以用來簽署程式碼，確保軟體完整和來源真實。如果數位憑證被入侵、濫用，攻擊者可能進行中間人攻擊，冒充合法實體或竊取敏感資訊。

### 密碼和身份驗證權杖
密碼和身份驗證權杖驗證使用者身份的憑證，授予使用者存取系統、資源的權限。如果密碼或權杖遭到破壞或被第三方入侵，攻擊者可以未經授權存取敏感資料或系統。權杖可以是軟體組件或硬體裝置，讓使用者能安全登入且保持登入狀態。使用強密碼和多因素驗證（MFA）可提升權杖安全性。

### 安全配置參數
安全配置參數用來確認系統或應用程式的安全設定，比如防火牆規則、存取控制表和安全策略等。正確的配置參數可以防範安全漏洞和攻擊。如果配置不當或暴露參數，會導致系統容易被攻擊或配置錯誤。

### 安全雜湊
安全雜湊是一種雜湊函式，將任意長度的資料轉換為固定長度的雜湊值。雜湊值是根據輸入資料計算出來的唯一字串。安全雜湊的特色是無法從雜湊值直接推導出原始資料，即使輸入資料有小變化，雜湊值也會有很大的差異。安全雜湊常用在驗證資料完整性、數位簽章和密碼儲存。例如，驗證資料完整性時，使用者可以計算原始資料的雜湊值，將其與接收到的資料雜湊值比對，確認資料是否在傳輸過程中變化。應用在數位簽章時，雜湊函式用來產生雜湊值，然後再用私密金鑰加密雜湊值，產生數位簽章。如此一來，任何人都可以使用相應的公開金鑰驗證數位簽名的真實性，也能確認原始資料是否遭到竄改。